# Пјаналто (Виченца)
Пјаналто је насеље у Италији у округу Виченца, региону Венето.
Према процени из 2011. у насељу је живело 55 становника. Насеље се налази на надморској висини од 647 м.